# Gianni Solaro
Gianni Solaro, né Gianni Lorenzon à Rome le 11 août 1926 et mort à Fonte Nuova le 12 août 2006, est un acteur italien.

## Biographie
Né à Rome, Gianni Solaro est un acteur de genre actif dans l'industrie cinématographique italienne pendant une vingtaine d'années, entre la fin des années 1950 et la fin des années 1970. Au cours de sa carrière, il a occupé toutes sortes de rôles, travaillant notamment avec Mario Monicelli, Marco Bellocchio, Luigi Zampa, Mario Camerini, Francesco Maselli et Florestano Vancini. Il est parfois crédité de John Sun. Son frère était l'acteur Livio Lorenzon.

## Filmographie partielle
- 1958 : Le danger vient de l'espace (La morte viene dallo spazio) de Paolo Heusch et Mario Bava
- 1958 : Le Fils du corsaire rouge (Il figlio del corsaro rosso) de Primo Zeglio
- 1960 : Nous les durs !
- 1961 : La Ruée des Vikings
- 1961 : Mary la rousse, femme pirate
- 1963 : Les Sept Invincibles (Gli invincibili sette) d'Alberto De Martino : Nakassar
- 1964 : La Fureur des gladiateurs
- 1964 : Hercule contre les mercenaires
- 1965 : Objectif Hambourg, mission 083
- 1965 : La Vengeance de Spartacus
- 1965 : L'uomo di Toledo
- 1966 : Arizona Colt
- 1966 : Les Colts de la violence
- 1967 : Le Plus Vieux Métier du monde
- 1967 : Indomptable Angélique de Bernard Borderie
- 1969 : Tue-moi vite, j'ai froid (Fai in fretta ad uccidermi... ho freddo!) de Francesco Maselli
- 1971 : Scipion, dit aussi l'Africain
- 1972 : Viol en première page
- 1973 : L'Affaire Matteotti (Il delitto Matteotti)
- 1973 : Hold-Up du siècle à Milan (Studio legale per una rapina) de Tanio Boccia : Victor
- 1973 : Nous voulons les colonels
- 1976 : L'Autre Côté de la violence : Laurenti
- 1976 : On a demandé la main de ma sœur : Magni, l'avocat d'Amorini
- 1978 : Le Dernier Souffle : Médecin hospitalier